# Periodo Knighton Heath
Periodo Knighton Heath è il nome dato da Colin Burgess ad una fase dell'età del Bronzo in Gran Bretagna che segue il periodo Bedd Branwen e che è compreso tra il 1400 a.C. al 1200 a.C. È seguito dal Periodo Penard.
Segna la fine della ricca cultura del Wessex e si ha l'uso sempre più ampio della ceramica della cultura di Deverel-Rimbury. La cremazione rimase il rito di sepoltura dominante. La metallurgia mostra chiare influenze provenienti dall'Europa continentale.